# 奇普里安·波隆贝斯库

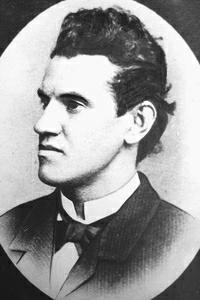
奇普里安·波隆贝斯库

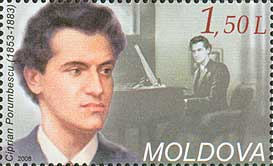
一张摩尔多瓦邮票上的奇普里安·波隆贝斯库

奇普里安·波隆贝斯库（羅馬尼亞語：Ciprian Porumbescu；1853年10月14日—1883年6月16日），生于奥匈帝国布科维纳的什波特莱－苏采维（今属乌克兰）。他是当时罗马尼亚最著名的作曲家，代表作有歌剧《新月》、为小提琴和钢琴而作的《叙事曲》、《小夜曲》、爱国歌曲《三色旗》和《五一之歌》等。此外，他为《团结在我们国旗的周围》创作的乐曲成为了阿尔巴尼亚国歌的旋律。他的作品涉及各种音乐形式和风格，主要是合唱及歌剧。